# Carteronius argenticomus
Carteronius argenticomus är en spindelart som först beskrevs av Eugen von Keyserling 1877.  Carteronius argenticomus ingår i släktet Carteronius och familjen säckspindlar.
Artens utbredningsområde är Madagaskar. Inga underarter finns listade.